# NGC 78
NGC 78 é uma galáxia espiral barrada na direção da constelação de Pisces. O objeto foi descoberto pelo astrônomo Frederick Pechüle em 1879, usando um telescópio refrator com abertura de 11 polegadas. Devido a sua moderada magnitude aparente (+13,3), é visível apenas com telescópios amadores ou com equipamentos superiores. 